# Bitwa pod Nowosiółką
Bitwa pod Nowosiółką – bitwa stoczona 6 czerwca 1688 pod Nowosiółką na Ukrainie. Wojska koronne liczące 18 chorągwi (ok. 500–600 ludzi) pod dowództwem rotmistrza Stefana Dymideckiego zostały pokonane przez czambuł tatarski pod wodzą Jamman Saydaka .